# 東浅香山町
東浅香山町（ひがしあさかやまちょう）は、大阪府堺市北区にある地名。2020年4月現在、現行行政地名は東浅香山町一丁から東浅香山町四丁。住居表示は未実施。

## 地理
区の北部に位置する。東は北花田町、南は大豆塚町、新堀町、奥本町、宮本町、西は浅香山町、東雲東町、北は常磐町。大阪府道187号大堀堺線南側に一丁、北側に西から順に二丁～四丁がある。

### 河川
- 西除川
- 狭間川

## 歴史

### 沿革
本節では関連する地名についても記述する。

#### 浅香山（1889年 - 1939年）
- 1889年（明治22年） - 大阪府大鳥郡浅香山村が、町村制の施行により、五箇荘村の大字となる。
- 1896年（明治29年） - 郡の統廃合に伴い、泉北郡の所属となる。
- 1938年（昭和13年） - 堺市に編入され、「五箇荘村」を冠称する。
- 1939年（昭和14年） - 改称して東浅香山町となる[6]。

#### 東浅香山町（1939年 - ）
- 1939年（昭和14年） - 堺市五箇荘村大字浅香山が改称して成立。
- 1950年（昭和25年） - 一部が東雲東町1 - 4丁・浅香山町1 - 3丁となる。
- 1965年（昭和40年） - 奥本町・北花田町・船堂町・大豆塚町・東雲東町1 - 4丁の各一部を編入、1 - 4丁を設置する。
- 1975年（昭和50年） - 北花田町1 - 4丁の一部を編入[6]。

## 世帯数と人口
2024年（令和6年）3月31日現在の世帯数と人口は以下の通りである。
| 丁             | 世帯数    | 人口    |
| -------------- | --------- | ------- |
| 東浅香山町一丁 | 1,012世帯 | 2,055人 |
| 東浅香山町二丁 | 1,021世帯 | 2,213人 |
| 東浅香山町三丁 | 1,798世帯 | 3,262人 |
| 東浅香山町四丁 | 746世帯   | 1,744人 |
| 計             | 4,577世帯 | 9,274人 |

### 人口の変遷
国勢調査による人口の推移。
| 1995年（平成7年）  | 11,011人 | [ 7 ]  |  |
| 2000年（平成12年） | 10,717人 | [ 8 ]  |  |
| 2005年（平成17年） | 10,355人 | [ 9 ]  |  |
| 2010年（平成22年） | 10,098人 | [ 10 ] |  |
| 2015年（平成27年） | 9,772人  | [ 11 ] |  |
| 2020年（令和2年）  | 9,342人  | [ 12 ] |  |

### 世帯数の変遷
国勢調査による世帯数の推移。
| 1995年（平成7年）  | 4,138世帯 | [ 7 ]  |  |
| 2000年（平成12年） | 4,234世帯 | [ 8 ]  |  |
| 2005年（平成17年） | 4,288世帯 | [ 9 ]  |  |
| 2010年（平成22年） | 4,288世帯 | [ 10 ] |  |
| 2015年（平成27年） | 4,231世帯 | [ 11 ] |  |
| 2020年（令和2年）  | 4,274世帯 | [ 12 ] |  |

## 学区
市立小・中学校に通う場合、学区は以下の通りとなる。
| 丁             | 番地          | 小学校               | 中学校             |
| -------------- | ------------- | -------------------- | ------------------ |
| 東浅香山町一丁 | 全域          | 堺市立東浅香山小学校 | 堺市立長尾中学校   |
| 東浅香山町二丁 | 全域          | 堺市立東浅香山小学校 | 堺市立長尾中学校   |
| 東浅香山町三丁 | 1から72番地   | 堺市立新浅香山小学校 | 堺市立五箇荘中学校 |
| 東浅香山町三丁 | 73から79番地  | 堺市立東浅香山小学校 | 堺市立長尾中学校   |
| 東浅香山町三丁 | 80から167番地 | 堺市立新浅香山小学校 | 堺市立五箇荘中学校 |
| 東浅香山町四丁 | 全域          | 堺市立新浅香山小学校 | 堺市立五箇荘中学校 |

## 事業所
2021年（令和3年）現在の経済センサス調査による事業所数と従業員数は以下の通りである。
| 丁             | 事業所数  | 従業員数 |
| -------------- | --------- | -------- |
| 東浅香山町一丁 | 72事業所  | 539人    |
| 東浅香山町二丁 | 54事業所  | 378人    |
| 東浅香山町三丁 | 23事業所  | 158人    |
| 東浅香山町四丁 | 162事業所 | 2,501人  |
| 計             | 311事業所 | 3,576人  |

## 交通

### 鉄道
- Osaka Metro御堂筋線 - 北花田駅

### バス
2024年現在
- 南海バス[15]
  - 9・30系統：浅香 - 東浅香山町 - 浅香山住宅前 - 奥本町 - 地下鉄北花田駅前
  - 29系統：地下鉄北花田駅前

### 道路
- 大阪府道28号大阪高石線（ときはま線）
- 大阪府道187号大堀堺線

## 施設
- 北堺警察署東浅香山町交番
- 堺市立新浅香山小学校
- 長池昭和第二幼稚園
- 浅香こども園
- 北花田こども園
- イオンモール堺北花田
- 堺東浅香山郵便局
- 徳島大正銀行浅香山支店
- 関西みらい銀行浅香支店
- 東浅香山町おかりば公園

## 史跡
- 東浅香山遺跡

## 郵便
- 郵便番号：591-8008[3]（集配局：堺金岡郵便局[16]）。

## ギャラリー

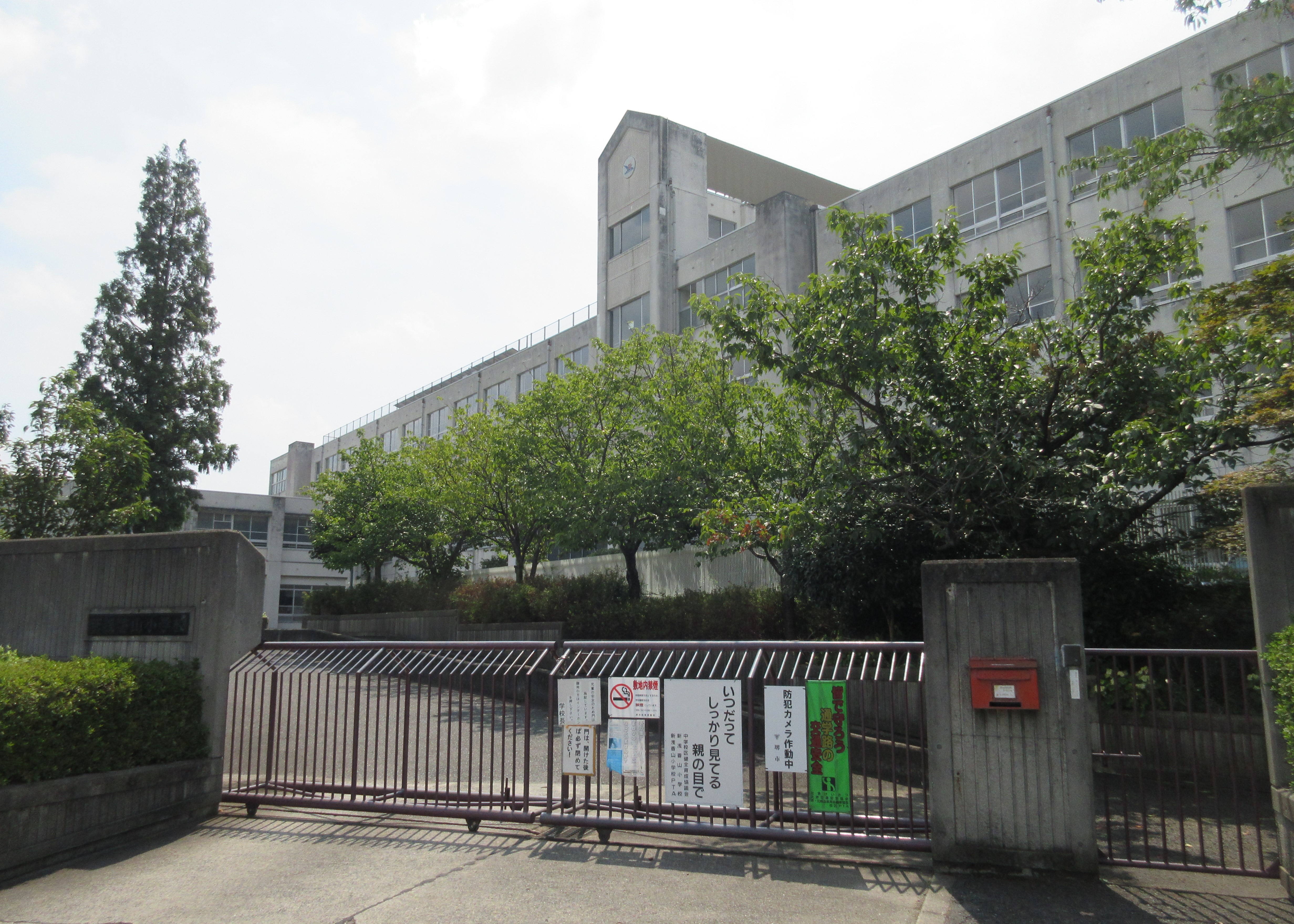
堺市立新浅香山小学校